# Klubowe Mistrzostwa Świata w piłce siatkowej kobiet 2018
12. edycja Klubowych mistrzostw świata w piłce siatkowej kobiet rozpocznie się 4 grudnia 2018, a zakończy pięć dni później w Shaoxing w Chinach. W rozgrywkach będzie brać udział 8 drużyn. Tytuł Klubowego Mistrza Świata zdobył turecki klub VakıfBank SK. MVP została Zhu Ting.

## Uczestnicy
| Drużyna             | Sposób awansu                      |
| ------------------- | ---------------------------------- |
| Zhejiang Volleyball | Gospodarz                          |
| VakıfBank SK        | Klubowy mistrz Europy              |
| Minas Tênis Clube   | Klubowy mistrz Ameryki Południowej |
| Supreme Chonburi VC | Klubowy mistrz Azji                |
| Eczacıbaşı Stambuł  | Wicemistrz Turcji (dzika karta)    |
| Praia Clube         | Mistrz Brazylii (dzika karta)      |
| Altay VC            | Mistrz Kazachstanu (dzika karta)   |
| Voléro Le Cannet    | (dzika karta)                      |

## Podział na grupy
| Grupa A                                                                  | Grupa B                                                     |
| ------------------------------------------------------------------------ | ----------------------------------------------------------- |
| Vakıfbank Stambuł Minas Tênis Clube Voléro Le Cannet Zhejiang Volleyball | Eczacıbaşı Stambuł Praia Clube Altay VC Supreme Chonburi VC |

## Hala sportowa
| Miasto   | Hala                           | Pojemność | Obiekt |
| -------- | ------------------------------ | --------- | ------ |
| Shaoxing | Shaoxing Olympic Sports Center | 3100      |        |

## Faza grupowa

### Grupa A
Tabela
| Lp. | Drużyna             | Mecze | Mecze   | Mecze   | Pkt | Sety | Sety | Sety  | Małe punkty | Małe punkty | Małe punkty |
| Lp. | Drużyna             | M     | W (3:2) | P (2:3) | Pkt | wyg. | prz. | ratio | zdob.       | str.        | ratio       |
| --- | ------------------- | ----- | ------- | ------- | --- | ---- | ---- | ----- | ----------- | ----------- | ----------- |
| 1   | VakıfBank SK        | 3     | 3 (0)   | 0 (0)   | 9   | 9    | 0    | MAX   | 230         | 168         | 1.369       |
| 2   | Minas Tênis Clube   | 3     | 2 (1)   | 1 (0)   | 5   | 6    | 6    | 1.000 | 265         | 243         | 1.091       |
| 3   | Zhejiang Volleyball | 3     | 1 (1)   | 2 (0)   | 2   | 4    | 8    | 0.500 | 211         | 278         | 0.759       |
| 4   | Voléro Le Cannet    | 3     | 0 (0)   | 3 (2)   | 2   | 4    | 9    | 0.444 | 260         | 277         | 0.939       |

Źródło: FIVB
Punktacja: 3:0 i 3:1 – 3 pkt; 3:2 – 2 pkt; 2:3 – 1 pkt; 1:3 i 0:3 – 0 pkt
Zasady ustalania kolejności: 1. liczba zwycięstw, 2. liczba punktów, 3. stosunek setów, 4. stosunek małych punktów, 5. bilans w bezpośrednich meczach
Legenda:   awans do półfinału
Wyniki
| Data       | Godz. | Drużyna 1           | Wynik | Drużyna 2         | 1     | 2     | 3     | 4     | 5     | Widzów | * |
| ---------- | ----- | ------------------- | ----- | ----------------- | ----- | ----- | ----- | ----- | ----- | ------ | - |
| 2018-12-04 | 14:00 | Minas Tênis Clube   | 3:2   | Voléro Le Cannet  | 17:25 | 25:20 | 25:16 | 17:25 | 16:14 | 1145   |   |
| 2018-12-04 | 20:00 | Zhejiang Volleyball | 0:3   | VakıfBank SK      | 20:25 | 13:25 | 13:25 |       |       | 7357   |   |
| 2018-12-05 | 14:00 | VakıfBank SK        | 3:0   | Voléro Le Cannet  | 25:21 | 25:15 | 25:17 |       |       | 2111   |   |
| 2018-12-05 | 20:00 | Zhejiang Volleyball | 1:3   | Minas Tênis Clube | 12:25 | 25:21 | 10:25 | 17:25 |       | 2496   |   |
| 2018-12-07 | 17:00 | VakıfBank SK        | 3:0   | Minas Tênis Clube | 25:23 | 30:28 | 25:18 |       |       | 5104   |   |
| 2018-12-07 | 20:00 | Zhejiang Volleyball | 3:2   | Voléro Le Cannet  | 19:25 | 25:19 | 19:25 | 26:24 | 16:14 | 5375   |   |

### Grupa B
Tabela
| Lp. | Drużyna             | Mecze | Mecze   | Mecze   | Pkt | Sety | Sety | Sety  | Małe punkty | Małe punkty | Małe punkty |
| Lp. | Drużyna             | M     | W (3:2) | P (2:3) | Pkt | wyg. | prz. | ratio | zdob.       | str.        | ratio       |
| --- | ------------------- | ----- | ------- | ------- | --- | ---- | ---- | ----- | ----------- | ----------- | ----------- |
| 1   | Eczacıbaşı Stambuł  | 3     | 3 (0)   | 0 (0)   | 9   | 9    | 1    | 9.000 | 250         | 159         | 1.572       |
| 2   | Praia Clube         | 3     | 2 (0)   | 1 (0)   | 6   | 7    | 3    | 2.333 | 230         | 199         | 1.156       |
| 3   | Supreme Chonburi VC | 3     | 1 (0)   | 2 (0)   | 3   | 3    | 7    | 0.429 | 187         | 235         | 0.796       |
| 4   | Altay VC            | 3     | 0 (0)   | 3 (0)   | 0   | 1    | 9    | 0.111 | 168         | 242         | 0.694       |

Źródło: FIVB
Punktacja: 3:0 i 3:1 – 3 pkt; 3:2 – 2 pkt; 2:3 – 1 pkt; 1:3 i 0:3 – 0 pkt
Zasady ustalania kolejności: 1. liczba zwycięstw, 2. liczba punktów, 3. stosunek setów, 4. stosunek małych punktów, 5. bilans w bezpośrednich meczach
Legenda:   awans do półfinału
Wyniki
| Data       | Godz. | Drużyna 1           | Wynik | Drużyna 2          | 1     | 2     | 3     | 4     | 5 | Widzów | * |
| ---------- | ----- | ------------------- | ----- | ------------------ | ----- | ----- | ----- | ----- | - | ------ | - |
| 2018-12-04 | 10:00 | Supreme Chonburi VC | 0:3   | Praia Clube        | 22:25 | 16:25 | 14:25 |       |   | 1145   |   |
| 2018-12-04 | 17:00 | Eczacıbaşı Stambuł  | 3:0   | Altay VC           | 25:10 | 25:11 | 25:15 |       |   | 893    |   |
| 2018-12-05 | 10:00 | Praia Clube         | 3:0   | Altay VC           | 25:14 | 25:16 | 25:17 |       |   | 1118   |   |
| 2018-12-05 | 17:00 | Supreme Chonburi VC | 0:3   | Eczacıbaşı Stambuł | 15:25 | 11:25 | 17:25 |       |   | 1157   |   |
| 2018-12-07 | 10:00 | Supreme Chonburi VC | 3:1   | Altay VC           | 25:23 | 25:20 | 17:25 | 25:17 |   | 1273   |   |
| 2018-12-07 | 14:00 | Praia Clube         | 1:3   | Eczacıbaşı Stambuł | 27:25 | 21:25 | 11:25 | 21:25 |   | 2137   |   |

## Faza finałowa

### Drabinka
|  |                      |                    |                   |                      |   |              |              |       |
|  | Półfinały            | Półfinały          | Półfinały         |                      |   | Finał        | Finał        | Finał |
|  | Półfinały            | Półfinały          | Półfinały         |                      |   | Finał        | Finał        | Finał |
|  | 8 grudnia – Shaoxing |                    |                   |                      |   |              |              |       |
|  |                      |                    |                   |                      |   |              |              |       |
|  | VakıfBank SK         | VakıfBank SK       | 3                 |                      |   |              |              |       |
|  | VakıfBank SK         | VakıfBank SK       | 3                 | 9 grudnia – Shaoxing |   |              |              |       |
|  | Praia Clube          | Praia Clube        | 1                 |                      |   |              |              |       |
|  | Praia Clube          | Praia Clube        | 1                 |                      |   | VakıfBank SK | VakıfBank SK | 3     |
|  | 8 grudnia – Shaoxing |                    |                   |                      |   | VakıfBank SK | VakıfBank SK | 3     |
|  |                      |                    | Minas Tênis Clube | Minas Tênis Clube    | 0 |              |              |       |
|  | Eczacıbaşı Stambuł   | Eczacıbaşı Stambuł | Minas Tênis Clube | Minas Tênis Clube    | 0 | 2            |              |       |
|  | Eczacıbaşı Stambuł   | Eczacıbaşı Stambuł |                   |                      |   |              |              |       |
|  | Minas Tênis Clube    | Minas Tênis Clube  | 3                 |                      |   |              |              |       |
|  | Minas Tênis Clube    | Minas Tênis Clube  | 3                 | Mecz o 3. miejsce    |   |              |              |       |
|  |                      |                    |                   |                      |   |              |              |       |
|  | 9 grudnia – Shaoxing |                    |                   |                      |   |              |              |       |
|  |                      |                    |                   |                      |   |              |              |       |
|  | Praia Clube          | Praia Clube        | 0                 |                      |   |              |              |       |
|  | Praia Clube          | Praia Clube        | 0                 |                      |   |              |              |       |
|  | Eczacıbaşı Stambuł   | Eczacıbaşı Stambuł | 3                 |                      |   |              |              |       |
|  | Eczacıbaşı Stambuł   | Eczacıbaşı Stambuł | 3                 |                      |   |              |              |       |

|  |  | Mecze o miejsca 5–8 |  |
|  |  | ------------------- |  |

| Data       | Godz. | Drużyna 1           | Wynik | Drużyna 2        | 1     | 2     | 3     | 4     | 5    | Widzów | * |
| ---------- | ----- | ------------------- | ----- | ---------------- | ----- | ----- | ----- | ----- | ---- | ------ | - |
| 2018-12-08 | 10:00 | Zhejiang Volleyball | 2:3   | Altay VC         | 14:25 | 25:18 | 23:25 | 25:23 | 9:15 | 2495   |   |
| 2018-12-08 | 14:00 | Supreme Chonburi VC | 1:3   | Voléro Le Cannet | 17:25 | 20:25 | 25:23 | 21:25 |      | 2723   |   |

|  |  | Mecz o 7. miejsce |  |
|  |  | ----------------- |  |

| Data       | Godz. | Drużyna 1           | Wynik | Drużyna 2           | 1     | 2     | 3     | 4     | 5 | Widzów | * |
| ---------- | ----- | ------------------- | ----- | ------------------- | ----- | ----- | ----- | ----- | - | ------ | - |
| 2018-12-09 | 10:00 | Zhejiang Volleyball | 3:1   | Supreme Chonburi VC | 25:22 | 20:25 | 25:13 | 25:19 |   | 1911   |   |

|  |  | Mecz o 5. miejsce |  |
|  |  | ----------------- |  |

| Data       | Godz. | Drużyna 1 | Wynik | Drużyna 2        | 1     | 2     | 3     | 4 | 5 | Widzów | * |
| ---------- | ----- | --------- | ----- | ---------------- | ----- | ----- | ----- | - | - | ------ | - |
| 2018-12-09 | 14:00 | Altay VC  | 3:0   | Voléro Le Cannet | 26:24 | 25:14 | 25:13 |   |   | 2634   |   |

|  |  | Półfinały |  |
|  |  | --------- |  |

| Data       | Godz. | Drużyna 1          | Wynik | Drużyna 2         | 1     | 2     | 3     | 4     | 5     | Widzów | * |
| ---------- | ----- | ------------------ | ----- | ----------------- | ----- | ----- | ----- | ----- | ----- | ------ | - |
| 2018-12-08 | 17:00 | Eczacıbaşı Stambuł | 2:3   | Minas Tênis Clube | 25:22 | 24:26 | 13:25 | 25:23 | 12:15 | 5764   |   |
| 2018-12-08 | 20:00 | VakıfBank SK       | 3:1   | Praia Clube       | 25:21 | 25:21 | 22:25 | 25:18 |       | 5693   |   |

|  |  | Mecz o trzecie miejsce |  |
|  |  | ---------------------- |  |

| Data       | Godz. | Drużyna 1          | Wynik | Drużyna 2   | 1     | 2     | 3     | 4 | 5 | Widzów | * |
| ---------- | ----- | ------------------ | ----- | ----------- | ----- | ----- | ----- | - | - | ------ | - |
| 2018-12-09 | 17:00 | Eczacıbaşı Stambuł | 3:0   | Praia Clube | 25:16 | 25:18 | 25:19 |   |   | 4886   |   |

|  |  | Finał |  |
|  |  | ----- |  |

| Data       | Godz. | Drużyna 1         | Wynik | Drużyna 2    | 1     | 2     | 3     | 4 | 5 | Widzów | * |
| ---------- | ----- | ----------------- | ----- | ------------ | ----- | ----- | ----- | - | - | ------ | - |
| 2018-12-09 | 20:00 | Minas Tênis Clube | 0:3   | VakıfBank SK | 23:25 | 21:25 | 19:25 |   |   | 7896   |   |

| KLUBOWY MISTRZ ŚWIATA |
| --------------------- |
| VakıfBank SK 3. TYTUŁ |

## Klasyfikacja końcowa
| Miejsce | Drużyna             |
| ------- | ------------------- |
| 1       | VakıfBank SK        |
| 2       | Minas Tênis Clube   |
| 3       | Eczacıbaşı Stambuł  |
| 4       | Praia Clube         |
| 5       | Altay VC            |
| 6       | Voléro Le Cannet    |
| 7       | Zhejiang Volleyball |
| 8       | Supreme Chonburi VC |

## Nagrody indywidualne
| Najlepsza zawodniczka (MVP) | Najlepsze przyjmujące | Najlepsza atakująca | Najlepsze środkowe         | Najlepsza libero  | Najlepsza rozgrywająca |
| --------------------------- | --------------------- | ------------------- | -------------------------- | ----------------- | ---------------------- |
| Zhu Ting                    | Gabi Zhu Ting         | Tijana Bošković     | Mayany Araújo Milena Rašić | Hatice Gizem Örge | Macris Carneiro        |